# Veternica
Veternica – wieś w Chorwacji, w żupanii krapińsko-zagorskiej, w gminie Novi Golubovec. W 2011 roku liczyła 169 mieszkańców.